# Георг (львівський латинський архієпископ)
Георг OFM (нім. Georg, Sohn des Eberhardt, пол. Jerzy Eberhardi, пом. після 1390) — римо-католицький священик, францисканець, єпископ львівський, швидше за все, німецького походження. Був сином Ебергардта. 16 березня 1390 Папа Римський Боніфацій IX призначив його єпископом львівським.